# Leo Close
Padre Leo St John Close (Dublino, 20 ottobre 1934 – Dunedin, 18 gennaio 1977) è stato un religioso e atleta paralimpico irlandese naturalizzato neozelandese. Fu il primo presidente della Irish Wheelchair Association.

## Biografia
Nato a Drumcondra, a Dublino, nel 1934, studiò all'All Hallows College di Drumcondra. Rimase paralizzato in un incidente a 23 anni quando era un giovane seminarista; come utente su sedia a rotelle il suo percorso verso l'ordinazione fu sostenuto dall'arcivescovo McQuaid di Dublino, amico di famiglia, e da padre William Purcell di All Hallows. Conseguì un baccellierato presso l'University College di Dublino in preparazione per il suo ruolo previsto nell'istruzione. Gli studenti ecclesiastici di All Hallows studiavano spesso all'UCD parallelamente ai loro studi clericali; con l'assistenza dei compagni di classe, Close poté assistere alle lezioni all'ultimo piano dell'edificio di Earlsfort Terrace. Continuò i suoi studi presso l'University College di Dublino, ottenendo un diploma d'istruzione e un Master in Catechetica presso l'Istituto Lumen Vitae di Bruxelles nel 1963.
Amante dello sport, gareggiò nel tiro con l'arco, tennistavolo, giavellotto, lancio del peso e del disco, tra gli altri eventi, nonostante la sua disabilità. Close guidò la squadra irlandese alle prime Paralimpiadi nel 1960 a Roma e gareggiò per l'Irlanda a Tokyo 1964. Gareggiò in rappresentanza della Nuova Zelanda, dove lavorava come sacerdote, nel 1968 in Messico e nel 1972 a Monaco di Baviera.
Dopo un incontro al Mater Hospital di Dublino, contribuì a fondare l'Irish Wheelchair Association, di cui divenne il primo presidente; incarico che ricoprì fino al 1964, quando si trasferì a Dunedin, in Nuova Zelanda, per poter partecipare alle Paralimpiadi di Tokyo. Fu coinvolto nell'organizzazione di sport per disabili in Nuova Zelanda sia a livello locale a Otago che a livello nazionale. Fondò anche la Wheelchair Association in Nuova Zelanda.
Nel 1975, in occasione delle onorificenze del nuovo anno, Close fu nominato Ufficiale dell'Ordine dell'Impero Britannico per i servizi al movimento paraplegico.
Nel 1976 gli venne diagnosticato un tumore al fegato che lo portò alla morte il 18 gennaio 1977.